# Tøyen Station (jernbane)
 Ikke at forveksle med Tøyen Station (T-bane).
Tøyen Station (Tøyen stasjon eller Tøyen holdeplass) er en jernbanestation på Gjøvikbanen i Norge. Stationen ligger på græsen mellem Keyserløkka (østlige perron) og Tøyenparken (vestlige perron) i Oslo, ca. 1400 meter nordøst for det centrale Tøyen hvor det lokale indkøbscenter og Tøyen Station på T-banen ligger. Stationen betjenes af lokaltogene på Gjøvikbanen.
Stationen blev oprettet som holdeplads 1. maj 1904 og blev opgraderet til station 1. juli 1910. Oprindeligt hed den Tøien, men den skiftede navn til Tøyen i april 1921. Den blev nedgraderet til trinbræt 15. september 1963.
Stationsbygningen fra 1904 blev tegnet af arkitekten Paul Armin Due og mindede meget om tilsvarende bygninger på de små mellemstationer på Skreiabanen. Bygningen blev udvidet i 1913 efter tegninger af arkitekten Gudmund Hoel, hvortil kom et par yderligere udvidelser og ombygninger i tiden omkring første verdenskrig. Bygningen blev revet ned i 1965. En stationsmesterbolig blev opført efter tegninger af Gudmund Hoel i 1918 og revet ned i 1986 sammen med et par udhuse. Stationen havde tidligere en række spor og større aktivitet, men den mistede noget af sin betydning, da strækning forbi Tøyen fik dobbeltspor. I dag må passagererne tage til takke med læskur.
I 2007 foreslog Oslos byråd og Oslo Sporveier at nedlægge Tøyen Station som følge af dens ucentrale beliggenhed og lave passagertal og samle jernbane og T-bane i en ny terminal for kollektiv trafik ved Ensjø Station. Forslaget blev gentaget af Oslo Sporveiers arvtager Ruter i deres strategiplaner i de efterfølgende år.
I 2012 skrev Jernbaneverket: "Ved Ensjø vil man kunne få kort overgang til Ensjø T-banestation, området er også under udvikling med nye arbejdspladser og boliger. At flytte Tøyen til Ensjø vil være et vigtigt tiltag for rejsende på Gjøvikbanen og for udvikling af Ensjø-området. Et groft overslag for omkostningerne ved at flytte Tøyen st. til Ensjø lyder på 30-40 millioner."